# Драґан Юрій-Ернест
Юрій-Ернест Драґан (нар. 22 лютого 1898, Плезнт-Гоум, Манітоба, Канада — пом. 29 січня 1965, Саскатун, Саскачеван, Канада) — канадський громадський та політичний діяч українського походження. Перший українець, що був обраний у Законодавчу асамблею Саскачевану в 1934 році.

## Життєпис
Драґан Юрій-Ернест народився 22 лютого 1898 року в Плезнт-Гоум, провінція Манітоба, в сім'ї українців Канади Стефана Драґана і Анни Лукаш. Навчався в сільськогосподарському коледжі у Вінніпезі Манітобського університету. У 1926 році здобув ступінь доктора медицини в Університеті Макґілла (Монреаль).
У 1925 році одружився з Розою Лазарек.
Заснував свою медичну практику лікаря-хірурга в Саскатуні у 1926 році. 
Першим серед українців Канади обраний у провінційному виборчому окрузі Келвінґтон-Ваден до провінційного парламенту Саскачевану від Ліберальної партії Канади у 1934 році. У 1938 році на провінційних виборах він не пройшов у Законодавчу асамблею Саскачевану від виборчого округу Канора, поступившись Мирону Генрі Фейлі.
Збирав історичні документи про українців Канади, закликаючи у виступах до національної ідентичності. Створив колекцію світлин зустрічей і діяльності різноманітних українських організацій та громад Канади.